# شکر خدا برای دیل اونز
«شکر خدا برای دیل اونز» (به انگلیسی: Thank Heavens for Dale Evans) آلبومی از دیکسی چیکس است که در سال ۱۹۹۰ میلادی منتشر شد.